# Diego Marabelli
Diego Marabelli (Zerbo, Llombardia, 23 de febrer de 1914 - Pavia, 13 de juliol de 2006) va ser un ciclista italià que fou professional entre 1936 i 1947. En el seu palmarès destaquen tres victòries d'etapa al Giro d'Itàlia.

## Palmarès
- 1935
  - 1r al Piccolo Giro de Lombardia
- 1938
  - Vencedor d'una etapa al Giro d'Itàlia
  - Vencedor d'una etapa al Giro dels tres mars
- 1939
  - Vencedor d'una etapa al Giro d'Itàlia
- 1940
  - Vencedor d'una etapa al Giro d'Itàlia
- 1942
  - 1r a la Milà-Mòdena

### Resultats al Giro d'Itàlia
- 1938. 11è de la classificació general. Vencedor d'una etapa
- 1939. 15è de la classificació general. Vencedor d'una etapa
- 1940. 15è de la classificació general. Vencedor d'una etapa
- 1946. 15è de la classificació general